# 성남시 을
성남시 을은 대한민국의 옛 국회의원 선거구이다. 당시 경기도 성남시의 일부 지역을 관할했다.

## 역사
대한민국 제13대 국회의원 선거를 앞두고 성남시·광주군 선거구에서 분리되면서 신설되었다.
1989년에 성남시에 구제가 실시되면서 일반구인 중원구, 분당구가 설치되었다. 이에 성남시 을 선거구는 대한민국 제14대 국회의원 선거를 앞두고 성남시 중원구·분당구 선거구로 개편되었다.

## 역대 국회의원
| 선거   | 정당 | 정당       | 의원   |
| ------ | ---- | ---------- | ------ |
| 1988년 |      | 평화민주당 | 이찬구 |

## 역대 선거 결과

### 대한민국 제13대 국회의원 선거
|  | 35.47% |

|  | 32.13% |

|  | 21.11% |

|  | 7.96% |

|  | 3.30% |